# Chrislea Airguard
Chrislea L. C. 1 Airguard byl britský dvoumístný kabinový jednoplošník, který navrhli konstruktéři R. C. Christophorides a B. V. Leak. Letoun byl postaven společností Chrislea Aircraft Limited na letišti Heston.

## Vznik a vývoj
Společnost Chrislea Aircraft Co. Ltd. byla založena v roce 1936 v Hestonu v Middlesexu. Prvním projektem této společnosti bylo lehké víceúčelové letadlo Chrislea L.C.1 Airguard. V roce 1938 společnost přemístila do Hounslow ve stejném hrabství (Middlesex). Hounslow je nyní součástí velkého Londýna.
Letoun L.C.1 Airguard navrhli Richard Constantine Christophorides a Bernard V. Leak jako cvičný letoun pro Civilní leteckou stráž (Civil Air Guard), což byla britskou vládou dotovaná organizace pro výcvik pilotů z aeroklubů pro službu v RAF.
Prototyp byl navržen tak, aby splňoval specifikaci vydanou Civilní leteckou stráží (CLS) jako levné a jednoduché letadlo, které je určeno pro výcvik rezervních pilotů RAF. Letoun Chrislea LC.1 Airguard byl dokončen v červenci 1938 a zaregistrován jako G-AFIN. Zálet letounu provedl zkušební pilot Frank Dawson Paul na podzim 1938.
Letové zkoušky, které začaly na podzim 1938, prokázaly, že navzdory přijatelným letovým vlastnostem letadlo je obtížné pilotovat a není vhodné pro akrobacii. Sériová výroba však zahájena nebyla.

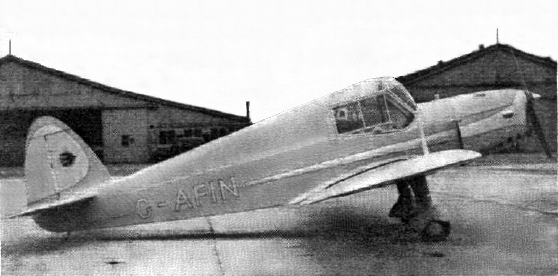
Chrislea Airguard s imatrikulací G-AFIN (1938)

## Popis letounu
Byl to dvoumístný konzolový dolnokřídlý jednoplošník, který byl poháněn československým invertním vzduchem chlazeným čtyřválcovým řadovým motorem Walter Mikron 4-II. Pro sériovou výrobu bylo CLS požadováno, aby letoun byl vybaven britským motorem Blackburn Cirrus nebo De Havilland Gipsy. To by ale výrazně zvýšilo cenu letounu. Naopak dodávky motoru Walter Mikron po vytvoření Protektorátu Čechy a Morava by byly velmi obtížné, protože výroba tohoto motoru byla utlumována, a po 3. září 1939 dokonce vyloučeny, protože Spojené království a Nacistické Německo byly ve válečném stavu.
Dvoučlenná posádka (např. pilot a žák) seděla v prostorné, kryté kabině na sedadlech vedle sebe. Kryt kabiny se odklápěl z obou stran. Byl dvoudílný a "lámal" se v horní horizontální, centrální ose, což dovolovalo na spodním konci u trupu kryt mírně prodloužit (o několik centimetrů), a tím zlepšit boční výhled z kabiny.
Jediný Airguard měl sportovní kapotáže kol podvozku neboli „kamaše“. Toto provedení bylo zdrojem problémů, protože se "kamaše" ale i vlastní podvozkové vidlice s gumovými nárazníky ucpávaly blátem a jinými nečistotami. Byl natřen bledě modrou a bílou barvou. Zřejmě letadlo nebylo nikdy hodnoceno britským ministerstvem letectví pro civilní provoz, pravděpodobně kvůli jeho "cizímu" motoru, ale možná také kvůli tomu, že jeho "neutrální" stabilita mohla omezit jeho hodnotu jako vojenského cvičného letounu.

## Použití
Letoun v.č. 8598 byl postaven v roce 1938 a zaregistrován 7. července 1938 v leteckém rejstříku s imatrikulací G-AFIN. Létal u společnosti Chrislea Aircraft Co. Ltd. Heston a potom krátce u CLS. V roce 1940 byl prodán do soukromého vlastnictví. Po druhé světové válce byl tento stroj vyřazen z provozu a zanesen do Rejstříku anonymních draků (British Aircraft Preservation Council, BAPC-203), když dokončil svůj poslední let v roce 1946. V dubnu 1947 po uzavření letiště v Hestonu byl přemístěn na letiště v Exeteru (Clyst Honiton, ICAO: EGTE, IATA: EXT) a zakonzervován až do sedmdesátých let.
V roce 1970 byl částečně restaurován a vystaven v Nákupním centru pro řemeslníky (Cheshire Craft Centre, CCW). Na letišti Warmingham (Cheshire) byl v roce 1994 zcela přestavěn (replika). Při přestavbě byly vzaty jako vzor originální díly trupu, křídel a ocasních ploch. Zůstal v soukromém vlastnictví (2006), ale nebyl v provozu od druhé světové války.

## Uživatelé
- Spojené království
  - Chrislea Aircraft Co. Ltd. Heston
  - Civilní letecká stráž (Civil Air Guard)
  - J. W. Haggas/Throssington

## Specifikace
Data dle

### Technické údaje
- Posádka: 1
- Kapacita: 1
- Rozpětí: 10,90 m
- Délka: 6,53 m
- Hmotnost prázdného letounu: 368 kg
- Vzletová hmotnost: 590 kg
- Pohonná jednotka: 1× řadový vzduchem chlazený invertní čtyřválcový motor Walter Mikron 4-II
- Výkon pohonné jednotky:
  - maximální, vzletový: 45,6 kW/ 62 k při 2800 ot/min
  - nominální, jmenovitý: 44,1 kW/60 k při 2600 ot/min
- Vrtule: dvoulistá dřevěná s pevnými listy

### Výkony
- Maximální rychlost: 189 km/h
- Cestovní rychlost: 169 km/h